# 詹姆斯·克里斯蒂
詹姆斯·沃爾特·克里斯蒂（英語：James Walter Christy，1938年9月15日—）是一名美國天文學家。在服務於美國海軍天文台時，他於1978年發現冥王星有一顆衛星，並將之命名為凱倫。
此一發現是在小心的檢視冥王星攝影乾版的放大影像時，注意到在一邊有極輕微的凸起，經過檢視連續數天的圖片影像後，他說服自己說那是一顆衛星。攝影的證據雖然有說服力，但不具決定性，但是，基於被確定的軌道，冥王星和凱倫一系列的互食被預測和觀測到，才得到進一步的確認。
以現代的望遠鏡，好比哈伯太空望遠鏡或地基的有調適光學系統的望遠鏡，都能輕易的解析出冥王星和凱倫獨自的影像。
在2008年年底，小行星129564克里斯蒂被以他的名字荣誉命名JPL。截至2015年，他居住弗拉格斯塔夫。自1975年以来，他已经与夏琳·玛丽（Charlene Mary）结婚，有四个孩子。2015年7月14日，当新視野號成功地进行了冥王星-凱倫系统的第一次飞掠时候, 克里斯蒂和克莱德·汤博的孩子们到約翰·霍普金斯大學應用物理實驗室作为客人。

## 外部連結
- 冥王星的夥伴 （页面存档备份，存于），鏈結自Brad Mager的網站："Pluto: The Discovery of Planet X."
- 冥王星的衛星凱倫發現25周年，鏈結自美國海軍天文台的網站。